# Enschedese derby
De Enschedese derby was een voetbalwedstrijd tussen de clubs Enschedese Boys, Sportclub Enschede en Rigtersbleek. Alle clubs komen uit de stad Enschede. De wedstrijden werden gespeeld in de jaren 50 en 60 van de 20e eeuw. Na deze periode keerde Rigtersbleek terug naar het amateurvoetbal en de overige twee clubs fuseerden tot FC Twente.

## Uitslagen

### Enschedese Boys – Sportclub Enschede
| Seizoen | Competitie      | Thuisploeg         | Uitslag | Uitploeg           | Doelpuntenmakers                                          | Doelpuntenmakers |
| Seizoen | Competitie      | Thuisploeg         | Uitslag | Uitploeg           | Thuisploeg                                                | Uitploeg         |
| ------- | --------------- | ------------------ | ------- | ------------------ | --------------------------------------------------------- | ---------------- |
| 1950/51 | Eerste klasse B | Enschedese Boys    | 0–0     | Sportclub Enschede |                                                           |                  |
| 1950/51 | Eerste klasse B | Sportclub Enschede | 3–1     | Enschedese Boys    | Joop Bruggeman (e.d.), Gerrit Moddejonge, Nico van Triest | Gerrit van Dijk  |
| 1960/61 | KNVB beker      | Enschedese Boys    | 2–0     | Sportclub Enschede | Abe Lenstra, Koen Weijdijk                                |                  |

### Enschedese Boys – Rigtersbleek
| Seizoen | Competitie | Thuisploeg      | Uitslag | Uitploeg     | Doelpuntenmakers                                                        | Doelpuntenmakers                     |
| Seizoen | Competitie | Thuisploeg      | Uitslag | Uitploeg     | Thuisploeg                                                              | Uitploeg                             |
| ------- | ---------- | --------------- | ------- | ------------ | ----------------------------------------------------------------------- | ------------------------------------ |
| 1960/61 | KNVB beker | Enschedese Boys | 6–2     | Rigtersbleek | Gerrit Moddejonge (2x), Koen Weijdijk (2x), Gerrit Nijsink, Abe Lenstra | Henny Vreeling, Frans Olde Riekerink |

### Sportclub Enschede – Rigtersbleek
| Seizoen | Competitie      | Thuisploeg         | Uitslag | Uitploeg           | Doelpuntenmakers                                       | Doelpuntenmakers          |
| Seizoen | Competitie      | Thuisploeg         | Uitslag | Uitploeg           | Thuisploeg                                             | Uitploeg                  |
| ------- | --------------- | ------------------ | ------- | ------------------ | ------------------------------------------------------ | ------------------------- |
| 1953/54 | Eerste klasse B | Sportclub Enschede | 0–1     | Rigtersbleek       |                                                        | Wim Bleijenberg           |
| 1953/54 | Eerste klasse B | Rigtersbleek       | 3–1     | Sportclub Enschede | Gerrit Trooster (2x), Wim Bleijenberg                  | Jansen                    |
| 1960/61 | KNVB beker      | Sportclub Enschede | 9–2     | Rigtersbleek       | Pierre Kerkhoffs (6x), Gerrit Voges (2x), Joop Janssen | Frans Olde Riekerink (2x) |